# Menkeweer
Menkeweer est un village qui fait partie de la commune de Het Hogeland dans la province néerlandaise de Groningue.